# Tangsi Agung
Tangsi Agung is een bestuurslaag in het regentschap Ogan Komering Ulu Selatan van de provincie Zuid-Sumatra, Indonesië. Tangsi Agung telt 363 inwoners (volkstelling 2010).